# 10. årtusinde f.Kr.
Årtusinder: 11. årtusinde f.Kr. – 10. årtusinde f.Kr. – 9. årtusinde f.Kr.

## Begivenheder
- Ca. 10.000 f.Kr.: Homo floresiensis, menneskets sidste kendte beslægtede, uddør under et vulkanudbrud.
- 9.550 f.Kr.: Ældre stenalder starter og den Holocæne tidsperiode starter.
  - I landområdet der i dag er Danmark, er Weichsel-istiden overstået. Landområdet Danmark er landfast med landområdet Storbritannien og Sverige. Nu starter den postglaciale tidsperiode.
- 9560 f.Kr.: Hvis man tager Platon bogstaveligt (og man antager at hans tal på 9.000 år før 560 f.Kr. var præcis), sank bystaten Atlantis i havet.
- Ca. 9.000 f.Kr.: Mellemøsten: Første stenstrukturer bygges ved Jeriko.

## Klimaændringer
Ca. 10.000 f.Kr.:
- Nordamerika: Dire Wolf, Smilodon, Gigant bæver, Ground sloth, Mammut og Amerikansk løve uddør.
- Beringstrædet: Beringbroen fra Sibirien til Nordamerika dækkes med vand.
- Nordamerika: Long Island bliver en ø, da vand bryder gennem den vestlige ende til den indre sø.
- Verden: Havniveauet stiger brat og massive indlandsoversvømmelser sker pga. gletsjersmeltning. Havene stiger ca. 35 meter og de landområder som var dækket af gletsjere omkring 40 nordlig og sydlig breddegrad stiger så meget som 180 meter pga. mindsket istryk.
  - Landområdet mellem Thailand, Java, Sumatra og Borneo er i færd med at blive oversvømmet.[1][2]
  - Landområdet mellem Europa og øen Storbritannien er i færd med at blive oversvømmet.[2]
- Ca. 9700 f.Kr.: Lake Agassiz dannes.
- Ca. 9500 f.Kr.: Ancylussøen, del af det nutidige Baltiske hav dannes.

## Opdagelser, opfindelser
- Domestikation af hunden.
- Persien: Domestikation af geden.